# Vesa Mars
Vesa Mars (* 1. März 1961 in Pietarsaari) ist ein ehemaliger finnischer Fußballspieler.

## Werdegang
Der Mittelfeldspieler Vesa Mars begann seine Profikarriere beim Drittligisten Jakobstads BK, mit dem er in die zweite finnische Liga aufstieg. Über die Zweitligisten Kokkolan PS und FF Jaro wechselte Mars im Sommer 1980 zum deutschen Zweitligisten SC Herford. Für die Herforder debütierte Mars am 25. Oktober 1980 beim 2:0-Sieg gegen den 1. SC Göttingen 05. Insgesamt absolvierte er 22 Zweitligaspiele für Herford und erzielte dabei zwei Tore. Allerdings konnte er den Abstieg seines Vereins in die Oberliga Westfalen nicht verhindern. Am Saisonende kehrte Vesa Mars nach Jaro zurück. Zur Saison 1982 wechselte er zum Erstligisten Kokkolan PV, wo ihm in 29 Spielen elf Treffer gelangen. Mars ging daraufhin zu Turku PS, mit denen er 1984 und 1986 jeweils finnischer Vizemeister wurde. In den Spielzeiten 1987 und 1988 ließ er seine Karriere beim Zweitligisten Grankulla IFK ausklingen. In 100 Erstligaspielen gelangen Vesa Mars 24 Tore.
In den Jahren 1982 und 1983 absolvierte Vesa Mars vier Spiele für die finnische Nationalmannschaft, in denen er allerdings ohne Torerfolg blieb. Sein Debüt feierte er am 11. Juli 1982 beim 3:2-Sieg gegen Island. Heute arbeitet Vesa Mars als Fußballkommentator für verschiedene finnische Fernsehsender.